# Heidi Schelbert-Syfrig
Heidi Schelbert-Syfrig (* 21. Januar 1934 in Wollishofen; † 17. März 2019) war eine Schweizer Wirtschaftswissenschaftlerin, Hochschullehrerin und Alpinistin. Sie war Professorin für theoretische und praktische Sozialökonomie an der Universität Zürich.

## Leben und Werk
Heidi Schelbert-Syfrig studierte an der Universität Zürich. Nach dem Lizentiat in volkswirtschaftlicher Richtung promovierte sie 1962 bei Jürg Niehans mit einer Arbeit über Die Ursachen der kurzfristigen Schwankungen der Wohnbautätigkeit im Marktgebiet von Zürich in den beiden Perioden von 1929 bis 1945 und 1946 bis 1959 zum Dr. oec. publ. Anschliessend arbeitete sie als Assistentin am Wirtschaftswissenschaftlichen Institut der Universität Zürich. Die Mitarbeit an einer gross angelegten Untersuchung des Instituts gab ihr Gelegenheit, sich in die Grundlagen der Ökonometrie einzuarbeiten. 1967 habilitierte sich Schelbert-Syfrig und erhielt die Venia Legendi für das Gebiet der theoretischen und praktischen Sozialökonomie. 
Das akademische Jahr 1966/67 verbrachte sie als Visiting Fellow an der Universität Princeton. 1968 wurde sie an der Universität Zürich Assistenz- und im selben Jahr Ausserordentliche Professorin. 1970 war sie beteiligt an der Gründung des Instituts für Empirische Wirtschaftsforschung. 1972 wurde das Extraordinariat in ein Ordinariat umgewandelt und Heidi Schelbert-Syfrig zur ersten Ordentlichen Professorin an der Rechts- und Staatswissenschaftlichen Fakultät der Universität Zürich befördert. Vom Sommersemester 1976 bis zum Wintersemester 1977/78 war sie die erste Dekanin dieser Fakultät. Anfang der 1980er Jahre baute Heidi Schelbert-Syfrig in Zürich die Umweltökonomie als eigene Forschungsrichtung auf.
Im Auftrag der Universitätsleitung verfasste sie 1989 gemeinsam mit Verena Meyer und weiteren weiblichen Mitgliedern des Senats einen Bericht zur Frauenförderung an der Universität Zürich. Darin wurden unter anderem die Schaffung einer Frauenstelle mit den notwendigen Ressourcen und einer geschlechts- und standesparitätischen, interfakultären Kommission gefordert. 1991 konstituierte sich unter dem Vorsitz von Heidi Schelbert-Syfrig die «Frauenförderungskommission» (ab 1994 «Kommission für die Gleichstellung der Geschlechter») der Universität Zürich und nahm im darauffolgenden Herbst ihre Arbeit auf.
1996 wurde Heidi Schelbert-Syfrig emeritiert und in Anerkennung ihrer Verdienste zur Honorarprofessorin ernannt.

## Alpinistin

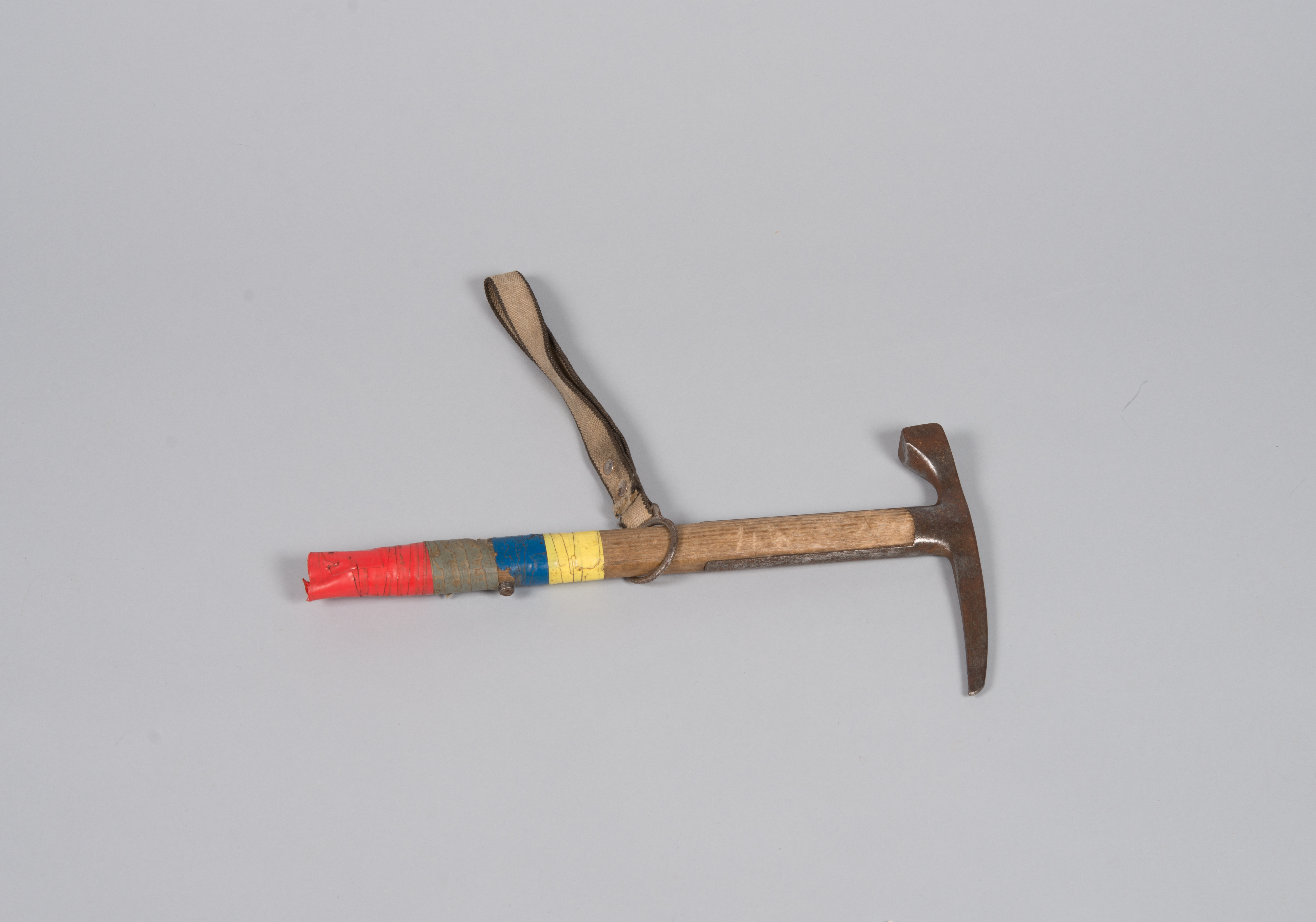
Pickel von Heidi Schelbert, Sammlung Alpines Museum der Schweiz

Heidi Schelbert-Syfrig war eine passionierte Alpinistin und aktiv im Schweizer Alpen-Club (SAC). Sie war verheiratet mit dem Bergsteiger Albin Schelbert.
Im Alter von 14 Jahren bestieg Heidi Schelberg-Syfrig gemeinsam mit ihrem älteren Bruder und einem Bergführer das Bietschhorn. Hier entdeckte sie ihre Begeisterung am Alpinismus. In ihrer Jugend übernahm sie häufig gegenüber weniger erfahrenen Bergsteigerinnen die Rolle der Seil-Ersten. Während ihrem Studium war sie zeitweise fast jedes Wochenende auf Bergtour. In dieser Zeit begann sie den Pickelhammer zu führen – damals ein Ausdruck für Selbstständigkeit am Berg. Die Geringschätzung von Frauen im Bergsport war damals weit verbreitet. Als ein Bergführer sich abschätzig über Frauen im Bergsport äusserte, wies eine befreundete Alpinistin als Gegenargument auf Syfrigs Pickelhammer hin, was nebst dem Spötter auch Albin Schelbert beeindruckte; so lernte Heidi Schelbert-Syfrig ihren späteren Ehemann kennen.
Albin Schelbert hatte 1960 mit der Erstbegehung des Dhaulagiri Bekanntheit erlangt. Heidi und Albin Schelbert (-Syfrig) waren begeistert von der Suche nach neuen Routen. Gemeinsam führten sie zahlreiche Erstbegehungen durch. Damit erschlossen sie etwa am Schreckhorn, auch neue Eistouren. Schelbert-Syfrig bezeichnet die Begehung des Titlis-Pfeilers als eine der schwierigsten gemeinsamen Touren. Als langjähriges Mitglied des SAC Baldern setzte sie sich nach eigener Aussage "immer sehr dafür ein [...], dass Frauen sowohl im Beruf als auch in den Bergen selbständige Personen sind." Unterwegs mit ihrem Mann (dem sie ein höheres Klettergeschick zuschrieb) bewegte sie sich in schwierigsten Stellen meist im Nachstieg. Unter dem Eindruck, dadurch unselbständig zu werden, beschloss sie fortan, mindestens 14 anspruchsvolle Touren pro Jahr mit Frauen zu begehen. Meist waren dies befreundete Mitglieder des Schweizerischen Frauen-Alpen-Clubs.

## Veröffentlichungen (Auswahl)
- Jürg Niehans, Heidi Schelbert-Syfrig: Simultaneous Determination of Interest and Prices in Switzerland, A Two-Market Model for Money and Bonds. In: Econometrica. Band 34, Nr. 2, 1966, S. 408–423.
- Heidi Schelbert-Syfrig: Empirische Untersuchungen über die Geldnachfrage in der Schweiz. Polygraphischer Verlag, Zürich 1967.
- Heidi Schelbert-Syfrig: Das ‹Buy American› Prinzip und die amerikanische Zahlungsbilanz. Rentsch, Erlenbach-Zürich 1968.
- Günter Menges, Heidi Schelbert-Syfrig, Peter Zweifel (Hrsg.): Stochastische Unschärfe in den Wirtschaftswissenschaften. Haag + Herchen, Frankfurt/Main 1981, ISBN 3-88129-427-9.
- Werner Inderbitzin, Heidi Schelbert-Syfrig: Beschäftigung und strukturelle Arbeitslosigkeit. Rüegger, Diessenhofen 1982.
- Heidi Schelbert-Syfrig: Neue Makroökonomik. Gegensätze und Gemeinsames. In: Gottfried Bombach, Bernhard Gahlen, Alfred E. Ott (Hrsg.): Makroökonomik heute. Gemeinsamkeiten und Gegensätze. J.C.B. Mohr, Tübingen 1983.
- Philipp Halbherr, Najib Harabi und Heidi Schelbert-Syfrig: Makromodelle und Wirtschaftspolitik: Ergebnisse für die Schweiz. Rüegger, Grüsch 1985.
- Najib Harabi, Philipp Halbherr und Heidi Schelbert-Syfrig: Schweizerische Volkswirtschaft unter Innovationsdruck. Haupt, Bern 1985.
- Markus Granziol, Heidi Schelbert-Syfrig: Wechselkurse und Zinssätze: Einige theoretische und empirische Aspekte. In: Helmut Hesse, Erich W. Streissler, Gunther Tichy (Hrsg.): Aussenwirtschaft bei Ungewissheit. J.C.B. Mohr, Tübingen 1985.
- Niklas Blattner, Philipp Halbherr, Najib Harabi und Heidi Schelbert-Syfrig: Mikroökonomik des Arbeitsmarktes: Theorien, Methoden und empirische Ergebnisse für die Schweiz. Haupt, Bern 1986.
- Najib Harabi, Philipp Halbherr und Heidi Schelbert-Syfrig: Brennpunkte der schweizerischen Wirtschaftspolitik: Stellungnahmen aus Wissenschaft und Praxis. Verlag Industrielle Organisation, Zürich 1987.
- Michael Bernegger: Die Schweiz unter flexiblen Wechselkursen. Haupt, Bern 1988.
- Patricia Purtschert: Früh los: Im Gespräch mit Bergsteigerinnen über siebzig: Ein Porträtband von Patricia Purtschert mit Fotografien von Véronique Hoegger. hier+jetzt, Baden 2010.